# Nicolas Roche
Nicolas Roche (Conflans-Sainte-Honorine, 3 luglio 1984) è un ex ciclista su strada irlandese, professionista dal 2005 al 2021, vincitore di due tappe alla Vuelta a España.

## Carriera
Figlio del noto ciclista Stephen Roche, nacque in Francia ma trascorse parte dell'infanzia in Irlanda, acquisendo la doppia nazionalità: scelse comunque di rappresentare l'Irlanda nelle competizioni internazionali. Debuttò tra i professionisti all'inizio del 2005 con il team Cofidis, formazione per cui già aveva trascorso un periodo da stagista alla fine del 2004. Ottenne la prima vittoria nella stagione successiva, sul traguardo di Metz al Tour de l'Avenir.
Nel 2007 si trasferì alla Crédit Agricole. Nel biennio in cui vestì la divisa della squadra parigina conquistò il titolo di campione nazionale irlandese a cronometro oltre a due vittorie di tappa in corse minori; partecipò inoltre alla prova in linea dei Giochi olimpici di Pechino 2008, classificandosi sessantatreesimo.
All'inizio del 2009 passò alla AG2R La Mondiale, squadra con cui si laureò campione irlandese in linea. Nel 2010 concluse al quindicesimo posto finale il Tour de France; partecipò poi anche alla Vuelta a España chiudendo in settima posizione e restando sempre tra i migliori della generale. L'anno dopo fu di nuovo piazzato alla Vuelta a España, sedicesimo.
Per la stagione 2019 si accasa presso il Team Sunweb. Dopo aver disputato, con i compagni, una ottima cronometro a squadre nella tappa di apertura, nella seconda frazione resta con il gruppetto dei migliori che si seleziona nel finale e si piazza al secondo posto di tappa, alle spalle di Nairo Quintana, andando a conquistare la maglia rossa di capoclassifica. Perde il primato al termine della quinta tappa, con arrivo in salita, quando retrocede al quinto posto. Speranzoso di concludere la corsa con un buon piazzamento in classifica, è tuttavia costretto al ritiro il giorno seguente a causa di una caduta.

## Palmarès
- 2006 (Cofidis, una vittoria)

4ª tappa Tour de l'Avenir (Yutz > Metz, con la Nazionale francese)
- 2007 (Crédit Agricole, una vittoria)

Campionati irlandesi, Prova a cronometro
- 2008 (Crédit Agricole, due vittorie)

1ª tappa GP Internacional Paredes Rota dos Móveis
1ª tappa Tour du Limousin (Limoges > Guéret)
- 2009 (AG2R La Mondiale, una vittoria)

Campionati irlandesi, Prova in linea
- 2011 (AG2R La Mondiale, una vittoria)

3ª tappa Tour of Beijing (Mentougou > Yanqing)
- 2013 (Team Saxo-Tinkoff, una vittoria)

2ª tappa Vuelta a España (Pontevedra > Baiona)
- 2014 (Team Saxo-Tinkoff, due vittorie)

2ª tappa Route du Sud (Bagnères-de-Bigorre > Val-Louron)
Classifica generale Route du Sud
- 2015 (Team Sky, una vittoria)

18ª tappa Vuelta a España (Roa > Riaza)
- 2016 (Team Sky, due vittorie)

Campionati irlandesi, Prova in linea
Campionati irlandesi, Prova a cronometro

### Altri successi
- 2014 (Team Saxo-Tinkoff)

Classifica a punti Route du Sud
- 2015 (Team Sky)

1ª tappa Tour de Romandie (Vallée de Joux > Juraparc, cronosquadre)
- 2017 (BMC Racing Team)

1ª tappa Volta a la Comunitat Valenciana (Orihuela, cronosquadre)
1ª tappa Vuelta a España (Nîmes, cronosquadre)

## Piazzamenti

### Grandi Giri
- Giro d'Italia

2007: 123º
2014: 30º
2016: 24º
2018: ritirato (15ª tappa)
2021: 59º
- Tour de France

2009: 23º
2010: 15º
2011: 26º
2012: 12º
2013: 40º
2014: 39º
2015: 35º
2017: 33º
2019: 45º
2020: 64º
- Vuelta a España

2008: 13º
2010: 6º
2011: 16º
2012: 12º
2013: 5º
2015: 26º
2017: 14º
2018: 40º
2019: ritirato (6ª tappa)

### Classiche monumento
- Milano-Sanremo

2009: 35º
2014: 71º
2019: 46º
2021: 115º
- Liegi-Bastogne-Liegi

2008: 111º
2009: 100º
2010: 21º
2011: ritirato
2012: 105º
2013: 61º
2015: ritirato
- Giro di Lombardia

2007: 104º
2009: 95º
2011: 16º
2013: ritirato
2016: ritirato
2017: 12º

### Competizioni mondiali
- Campionati del mondo

Hamilton 2003 - In linea Under-23: 29º
Hamilton 2003 - Cronometro Under-23: 29º
Verona 2004 - In linea Under-23: 22º
Salisburgo 2006 - In linea Elite: ritirato
Varese 2008 - In linea Elite: ritirato
Mendrisio 2009 - In linea Elite: ritirato
Melbourne 2010 - In linea Elite: 97º
Copenaghen 2011 - In linea Elite: 51º
Limburgo 2012 - Cronosquadre: 15º
Limburgo 2012 - In linea Elite: 34º
Toscana 2013 - Cronosquadre: 9º
Toscana 2013 - Cronometro Elite: 13º
Toscana 2013 - In linea Elite: ritirato
Ponferrada 2014 - Cronosquadre: 5º
Ponferrada 2014 - Cronometro Elite: 41º
Ponferrada 2014 - In linea Elite: 26º
Doha 2016 - Cronosquadre: 4º
Doha 2016 - Cronometro Elite: 30º
Bergen 2017 - Cronometro Elite: 12º
Bergen 2017 - In linea Elite: 33º
Innsbruck 2018 - Cronometro Elite: 46º
Innsbruck 2018 - In linea Elite: 67º
Imola 2020 - Cronometro Elite: 31º
Imola 2020 - In linea Elite: 51º
- Giochi olimpici

Pechino 2008 - In linea: 63º
Londra 2012 - In linea: 89º
Rio de Janeiro 2016 - In linea: 29º
Tokyo 2020 - In linea: 75º
Tokyo 2020 - Cronometro: 28º